# Fachkaufmann für Büro- und Projektorganisation
Geprüfter Fachwirt/Geprüfte Fachwirtin für Büro- und Projektorganisation ist ein öffentlich-rechtlich anerkannter Abschluss auf Meisterebene, der nach einer erfolgreich absolvierten funktionsbezogenen kaufmännischen Aufstiegsfortbildung gemäß Berufsbildungsgesetz vergeben wird. Die bundeseinheitliche Prüfung erfolgt auf Grundlage einer besonderen Rechtsverordnung vor dem Prüfungsausschuss einer Industrie- und Handelskammer (IHK).
Der Fachwirt für Büro- und Projektorganisation ersetzt seit dem 1. Juli 2012 die bisherigen Aufstiegsfortbildungen zum Sekretariatsfachkaufmann und zum Fachkaufmann für Büromanagement. Ab 2014 werden von der IHK Prüfungen zum Fachwirt für Büro- und Projektorganisation abgenommen.
Erstmals weist der Fortbildende mit einer erfolgreichen Abschlussprüfung zu einem Fachwirt hier auch gleichzeitig die Ausbildereignung nach.